# 邢一新
邢一新（1971年10月—），男，汉族，中华人民共和国政治人物。现任中航沈飞股份有限公司总经理。第十四届全国政协委员。